# Абасирма
Абасирма́, также Аба́-Сирма́ (чув. Упа Çырми) — река в России, протекает по Аликовскому и Вурнарскому районам Чувашской Республики. Устье реки находится в 130 км от устья Большого Цивиля по левому берегу. Длина реки — 23 км, площадь водосборного бассейна — 74,6 км².
Протекает через сёла Аликово, Альменево, Асакасы, деревни Ермошкино, Ефремкасы, Нижние Карачуры, Пуканкасы.

## Данные водного реестра
По данным государственного водного реестра России относится к Верхневолжскому бассейновому округу, водохозяйственный участок реки — Цивиль от истока и до устья, речной подбассейн реки — Волга от впадения Оки до Куйбышевского водохранилища (без бассейна Суры). Речной бассейн реки — (Верхняя) Волга до Куйбышевского водохранилища (без бассейна Оки).
Код объекта в государственном водном реестре — 08010400412112100000117.

## Притоки
Имеет 5 притоков, среди которых Чагансирма, Чармак.

## Название
Чувашское название реки — Упа Çырми произошло от чув. упа/опа «медведь»; çирма/çырма «овраг».